# チューニョ

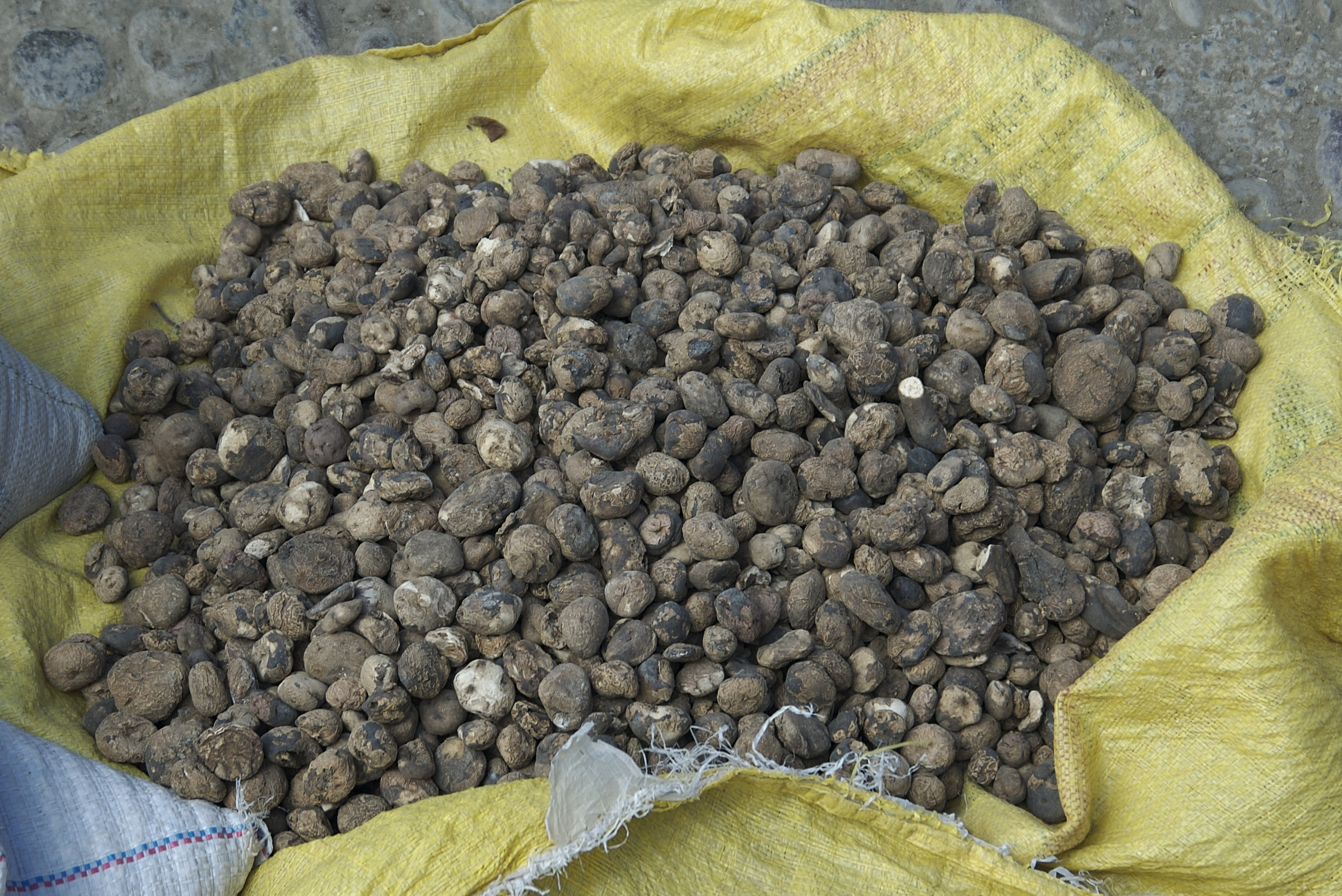
チューニョ

チューニョ（西: Chuño）は、アンデス山脈に住んでいた先住民の保存食の1つである、乾燥させたジャガイモのことである。アンデス山脈の標高の高い地域に見られる、昼と夜の寒暖差を利用して作る。乾燥させたため、チューニョの表面には粉がふいた状態となっており、元々の大きさよりも小さく、そして重量も軽くなっている。製造法は現在のフリーズドライに近い。
同様のものが日本でも北海道・東北地方を中心に作られており、十勝地方では「しばれ芋」、山梨県鳴沢村では「凍み芋」という。

## 作り方
チューニョ作りは、冬に行われる。昼間に、地面に掘り起こしたジャガイモを並べて放置しておくと、夜には気温が氷点下となるためにジャガイモが凍ってしまう。そのまま翌日も置いておくと、昼の日射によってジャガイモが解凍され、再び夜には凍る。これを幾日か繰り返し、ブヨブヨした柔らかい状態になったジャガイモを足で踏むことによって水分を搾り取る。この後、さらに自然乾燥させることで完成する。
チューニョの原料となるジャガイモは、ソラニンを多く含んでいるため、そのままでは人体において毒性を持つ種類が多く、チューニョへの加工は保存と共に毒抜きを兼ねている。
日本で冷凍庫を使って作る際には、屋外では解凍せずに室内で解凍させないと発酵が起こってアンモニア臭が出るので注意が必要である（#外部リンク参照）。

## 食べ方
上記の作り方で作られたチューニョはほとんど水分が残っておらず、乾燥状態を保てば数年間の保存が可能である。乾燥したままでは食用には向かないため、水でもどしてから、鍋などを使って煮て食べる。